# 忘却に抗って - 命のための30通の手紙
『忘却に抗って - 命のための30通の手紙』（Contre l'oubli、「反忘却」の意）は、1991年（平成3年）に製作されたオムニバスのビデオ映画である。

## 概要
非政府組織 (NGO) アムネスティ・インターナショナルのフランス支部が30周年を記念し、良心の囚人の救済、啓発のためのビデオ映画として、30の監督の3分の短篇映画を製作した。テーマとなった人々は、アウンサンスーチーのように政治犯として長期間拘束されている人がほとんどで、フェーベ・エリザベス・ベラスケスのように政府により殺された人や、なかには少年犯罪で死刑となったダルトン・プレジャンも含まれている。
Internet Movie Database、山形国際ドキュメンタリー映画祭公式サイト等にパトリス・シェロー、フィリップ・ミュイルの参加の記載があるが、本作での短篇映画のタイトルは不詳である。2作を加えると32作になるが、タイトル不詳のまま併記する。

## 構成
1. 『エル・サルヴァドル、フェーベ・エリザベス・ベラスケスのために』 Pour Febe Elisabeth Velasquez, El Salvador
監督シャンタル・アケルマン、出演カトリーヌ・ドヌーヴ
 エルサルバドル フェーベ・エリザベス・ベラスケス
2. 『連合王国、ヴィティアリンガム・カンダラジャのために』 Pour Vythialingam Skandarajah, Royaume Uni
監督ルネ・アリオ、出演ベルナール・スタジ
 イギリス ヴィティアリンガム・カンダラジャ[2]
3. 『USA、ダルトン・プレジャンのために』 Pour Dalton Prejean, USA
監督ドニ・アマール、出演ピエール司教
 アメリカ合衆国 ダルトン・プレジャン （Dalton Prejean）
4. 『赤道ギニア、ヨアキム・エレマ・ボリンゲのために』 Joaquim Elema Boringue, Guinée équatoriale
監督ジャン・ベッケル、出演フィリップ・ノワレ
 赤道ギニア ヨアキム・エレマ・ボリンゲ
5. 『フィリピン、マリア・ノンナ・サンタ・クララのために』 Pour Maria Nonna Santa Clara, Philippine
監督・出演ジェーン・バーキン
 フィリピン マリア・ノンナ・サンタ・クララ[3]
6. 『ヴェネズエラ、アリリオ・デ・クリサント・メデロスのために』 Pour Alirio de Crisanto Mederos, Vénézuela
監督ベルトラン・ブリエ
 ベネズエラ アリリオ・デ・クリサント・メデロス
7. 『エチオピア、ムルゲッタ・モジッサのために』 Pour Mulugetta Mosissa, Éthiopie
監督ジャン＝ミシェル・カレ（フランス語版）、出演アルーン・タジエフ
 エチオピア ムルゲッタ・モジッサ
8. タイトル不詳
監督パトリス・シェロー、出演シャルロット・ゲンズブール
9. 『リビア、ムハンマド・アル＝カジリのために』 Ali Muhammad al-Qajiji, Lybie
監督アラン・コルノー、出演エドガール・モラン
 リビア ムハンマド・アル＝カジリ
10. 『韓国、キム・ソンマンのために』 Pour Kim Song-man, Corée
監督コスタ＝ガヴラス、出演ロベール・バダンテール
 韓国 キム・ソンマン
11. 『モロッコ、』 Pour Abraham Serfaty, Maroc
監督ドミニク・ダント、出演アレクサンドル・ミンコフスキ
 モロッコ アブラハム・セルファティ （Abraham Serfaty）
12. 『スーダン、ウシャリ・アーメッド・マハムードのために』 Pour Ushari Ahmed Mahmoud, Soudan
監督クレール・ドニ、出演アラン・スーション
 スーダン ウシャリ・アーメッド・マハムード
13. 『コロンビア、アリリオ・デ・イエズス・ペドラーザ・ベセラのために』 Pour Alirio de Jesus Pedraza Becerra, Colombie
監督レイモン・ドパルドン、出演サミー・フレー
 コロンビア アリリオ・デ・イエズス・ペドラーザ・ベセラ[4]
14. 『南アフリカ、スタンザ・ボパペのために』 Pour Stanza Bopape, Afrique du Sud
監督ジャック・ドレー（フランス語版）、出演ブリュノ・マジュール
 南アフリカ共和国 スタンザ・ボパペ[5]
15. 『ヴェトナム、グエン・チ・ティエンのために』 Pour Nguyen Chi Thien, Vietnam
監督ミシェル・ドヴィル、出演エマニュエル・ベアール
 ベトナム ヌイエン・チ・ティエン （en:Nguyen Chi Thien）
16. 『グアテマラ、アンストラウム・アマン・ヴィラグラン・モラレスのために』 Pour Anstraum Aman Villagran Morales, Guatémala
監督ジャック・ドワイヨン、出演ジェラルド・トマサン
 グアテマラ アンストラウム・アマン・ヴィラグラン・モラレス
17. 『モーリタニア、ママドゥー・バのために』 Pour Mamadou Bâ, Mauritanie
監督マルティーヌ・フランク、出演アンリ・カルティエ＝ブレッソン
 モーリタニア バ・ママドゥ・ムバレ （en:Ba Mamadou Mbaré）
18. 『中国、王希哲のために』 Pour Wang Xizhe, Chine
監督ジェラール・フロ＝クータズ（フランス語版）、出演ポール・アマール（フランス語版）
 中国 王希哲
19. 『シリア、ハッサン・ナジャールのために』 Pour Ghassan Najjar, Syrie
監督ベルナール・ジロドー（フランス語版）、出演アニー・デュペレー
 シリア ハッサン・ナジャール
20. 『インド、アルカナ・グーハのために』 Pour d'Archana Guha, Inde
監督フランシス・ジロー（フランス語版）、出演イザベル・ユペール
 インド アルカナ・グーハ
21. 『インドネシア、トーマス・ワインガイのために』 Pour Thomas Wainggai, Indonésie
監督ジャン＝リュック・ゴダール / アンヌ＝マリー・ミエヴィル、出演アンドレ・ルスレ
 インドネシア トーマス・ワインガイ
22. 『イスラエル、アブド・アル＝ラウフ・ガビーニのために』 Pour Abd al-Ra'uf Ghabini, Israël
監督ロマン・グーピル、出演クロード・シェソン
 イスラエル アブド・アル＝ラウフ・ガビーニ
23. 『ギリシア、アンドレアス・クリストドゥールーのために』 Pour Andreas Christodoulou, Grèce
監督ジャン＝ルー・ユベール（フランス語版）、出演キャロル・ブーケ
 ギリシャ アンドレアス・クリストドゥールー （en:Andreas Christodoulou）
24. 『ペルー、フィデル・イントゥルサ・フェルナンデスのために』 Pour Fidel Intursa Fernandez, Pérou
監督ロバート・クレイマー、出演ヒューバート・リーヴズ
 ペルー フィデル・イントゥルサ・フェルナンデス
25. 『ソ連、アレクサンドル・ゴルドヴィッチのために』 Pour Alexandre Goldovitch, URSS
監督パトリス・ルコント、出演ギ・ブドス
 ソビエト連邦 アレクサンドル・ゴルドヴィッチ
26. 『ナイジェリア、オーギュスティン・エクのために』 Pour Augustine Eke, Nigéria
監督サラ・ムーン（フランス語版）、出演ユッスー・ンドゥール
 ナイジェリア オーギュスティン・エク
27. タイトル不詳
監督フィリップ・ミュイル（フランス語版）、出演アニー・デュペレー
28. 『イラン、ナスリン・ラスーリのために』 Pour Nasrin Rasooli, Iran
監督・出演ミシェル・ピコリ
 イラン ナスリン・ラスーリ
29. 『キューバ、エステバン・ゴンザレス・ゴンザレスのために』 Pour Esteban Gonzalez Gonzalez, Cuba
監督アラン・レネ、出演フランソワ・ジャコブ
 キューバ エステバン・ゴンザレス・ゴンザレス
30. 『マラウイ、ヴェラ・チルワのために』 Pour Vera Chirwa, Malawi
監督コリーヌ・セロー、出演ジャック・イジュラン
 マラウイ ヴェラ・チルワ（en:Vera Chirwa）
31. 『ミャンマー、アウン・サン・スー・チーのために』 Pour Aung San Suu Kyi, Myanmar
監督ベルトラン・タヴェルニエ、出演アヌーク・グランベール
 ミャンマー アウンサンスーチー
32. 『メキシコ、ホセ・ラモン・ガルシア＝ゴメスのために』 Pour José Ramon Garcia-Gomez, Mexique
監督ナディーヌ・トランティニャン、出演マリー・トランティニャン
 メキシコ ホセ・ラモン・ガルシア＝ゴメス

## 註
1. 1 2  Roberto Chiesi, Jean-Luc Godard, Roma : Gremese, ISBN 888440259X, p.113.
2. ↑  Vythialingam Skandarajah v. Immigration Officer, Heathrow
3. ↑  1988 - Maria Nonna Santa Clara and Angelina Llenaresas, Philippines
4. ↑  De Jesús v. Colombia
5. ↑  Johannes Maisha (Stanza) Bopape